# Ugyops menelaus
Ugyops menelaus är en insektsart som beskrevs av Ronald Gordon Fennah 1964. Ugyops menelaus ingår i släktet Ugyops och familjen sporrstritar. Inga underarter finns listade i Catalogue of Life.